# Божишкови
Божишкови (пол. Borzyszkowy, нім. Borczyskowo) — село в Польщі, у гміні Ліпниця Битівського повіту Поморського воєводства.
Населення — 279 осіб (2011).
У 1975-1998 роках село належало до Слупського воєводства.

## Демографія
Демографічна структура станом на 31 березня 2011 року:
|          | Загалом | Допрацездатний вік | Працездатний вік | Постпрацездатний вік |
| -------- | ------- | ------------------ | ---------------- | -------------------- |
| Чоловіки | 142     | 34                 | 100              | 8                    |
| Жінки    | 137     | 29                 | 81               | 27                   |
| Разом    | 279     | 63                 | 181              | 35                   |